# Ramicourt
Ramicourt est une commune française située dans le département de l'Aisne, en région Hauts-de-France.

## Géographie

### Communes limitrophes
|           | Beaurevoir |                 |
| Joncourt  | Ramicourt  | Montbrehain     |
| Levergies | Sequehart  | Fontaine-Uterte |

### Hydrographie
La commune est située dans le bassin Artois-Picardie. Elle n'est drainée par aucun cours d'eau.

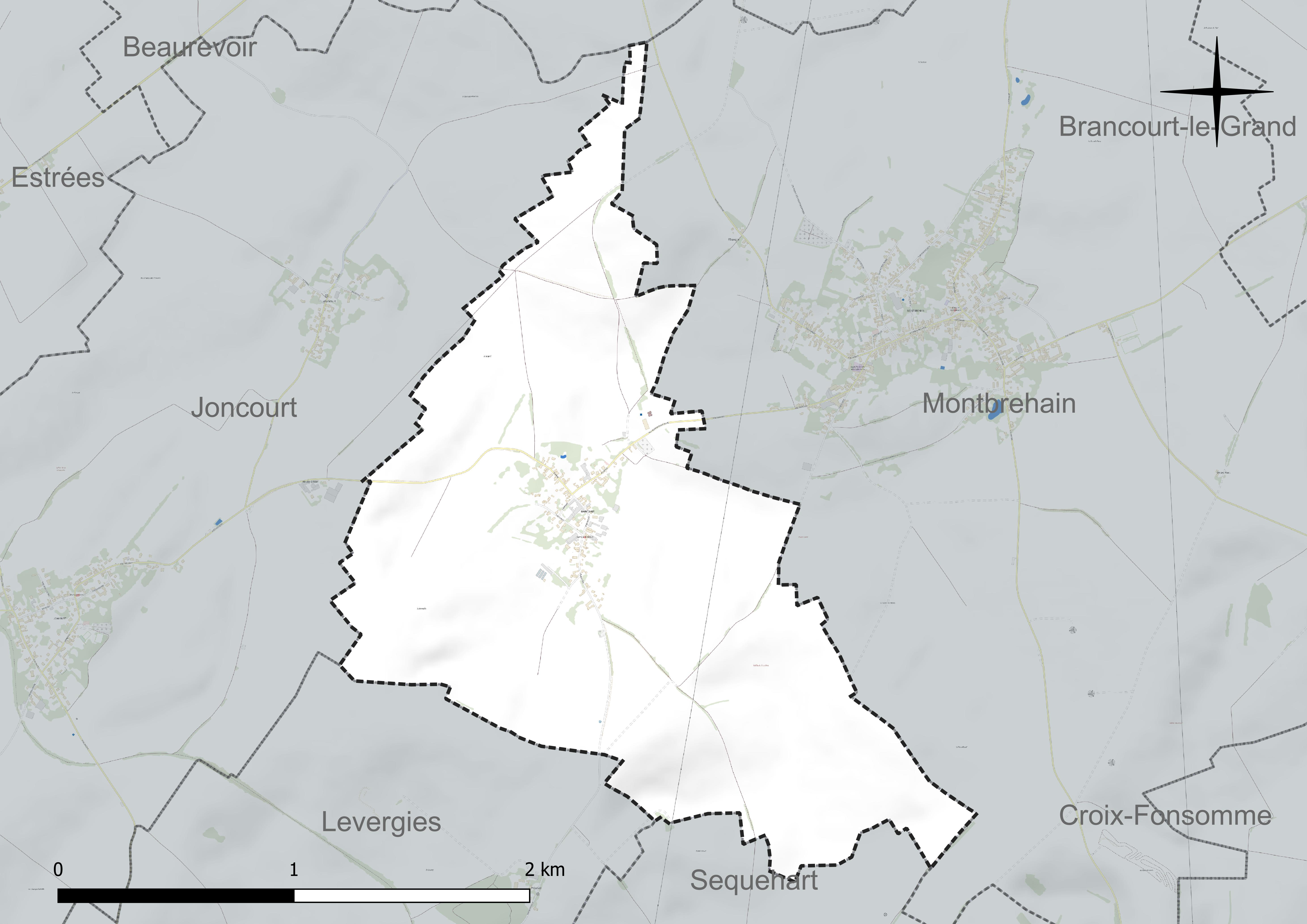
Réseau hydrographique de Ramicourt.

### Climat
Pour des articles plus généraux, voir Climat des Hauts-de-France et Climat de l'Aisne.
En 2010, le climat de la commune est de type climat océanique dégradé des plaines du Centre et du Nord, selon une étude du CNRS s'appuyant sur une série de données couvrant la période 1971-2000. En 2020, Météo-France publie une typologie des climats de la France métropolitaine dans laquelle la commune est dans une zone de transition entre le climat océanique et le climat océanique altéré et est dans la région climatique Nord-est du bassin Parisien, caractérisée par un ensoleillement médiocre, une pluviométrie moyenne régulièrement répartie au cours de l'année et un hiver froid (3 °C).
Pour la période 1971-2000, la température annuelle moyenne est de 10 °C, avec une amplitude thermique annuelle de 14,9 °C. Le cumul annuel moyen de précipitations est de 760 mm, avec 12,3 jours de précipitations en janvier et 9,3 jours en juillet. Pour la période 1991-2020, la température moyenne annuelle observée sur la station météorologique la plus proche, située sur la commune d'Épehy à 15 km à vol d'oiseau, est de 10,6 °C et le cumul annuel moyen de précipitations est de 752,8 mm,. Pour l'avenir, les paramètres climatiques de la commune estimés pour 2050 selon différents scénarios d'émission de gaz à effet de serre sont consultables sur un site dédié publié par Météo-France en novembre 2022.

## Urbanisme

### Typologie
Au 1er janvier 2024, Ramicourt est catégorisée commune rurale à habitat dispersé, selon la nouvelle grille communale de densité à 7 niveaux définie par l'Insee en 2022.
Elle est située hors unité urbaine. Par ailleurs la commune fait partie de l'aire d'attraction de Saint-Quentin, dont elle est une commune de la couronne,. Cette aire, qui regroupe 120 communes, est catégorisée dans les aires de 50 000 à moins de 200 000 habitants,.

### Occupation des sols
L'occupation des sols de la commune, telle qu'elle ressort de la base de données européenne d'occupation biophysique des sols Corine Land Cover (CLC), est marquée par l'importance des territoires agricoles (92,6 % en 2018), une proportion identique à celle de 1990 (92,6 %). La répartition détaillée en 2018 est la suivante : 
terres arables (92,6 %), zones urbanisées (7,4 %).
L'évolution de l'occupation des sols de la commune et de ses infrastructures peut être observée sur les différentes représentations cartographiques du territoire : la carte de Cassini (XVIIIe siècle), la carte d'état-major (1820-1866) et les cartes ou photos aériennes de l'IGN pour la période actuelle (1950 à aujourd'hui).

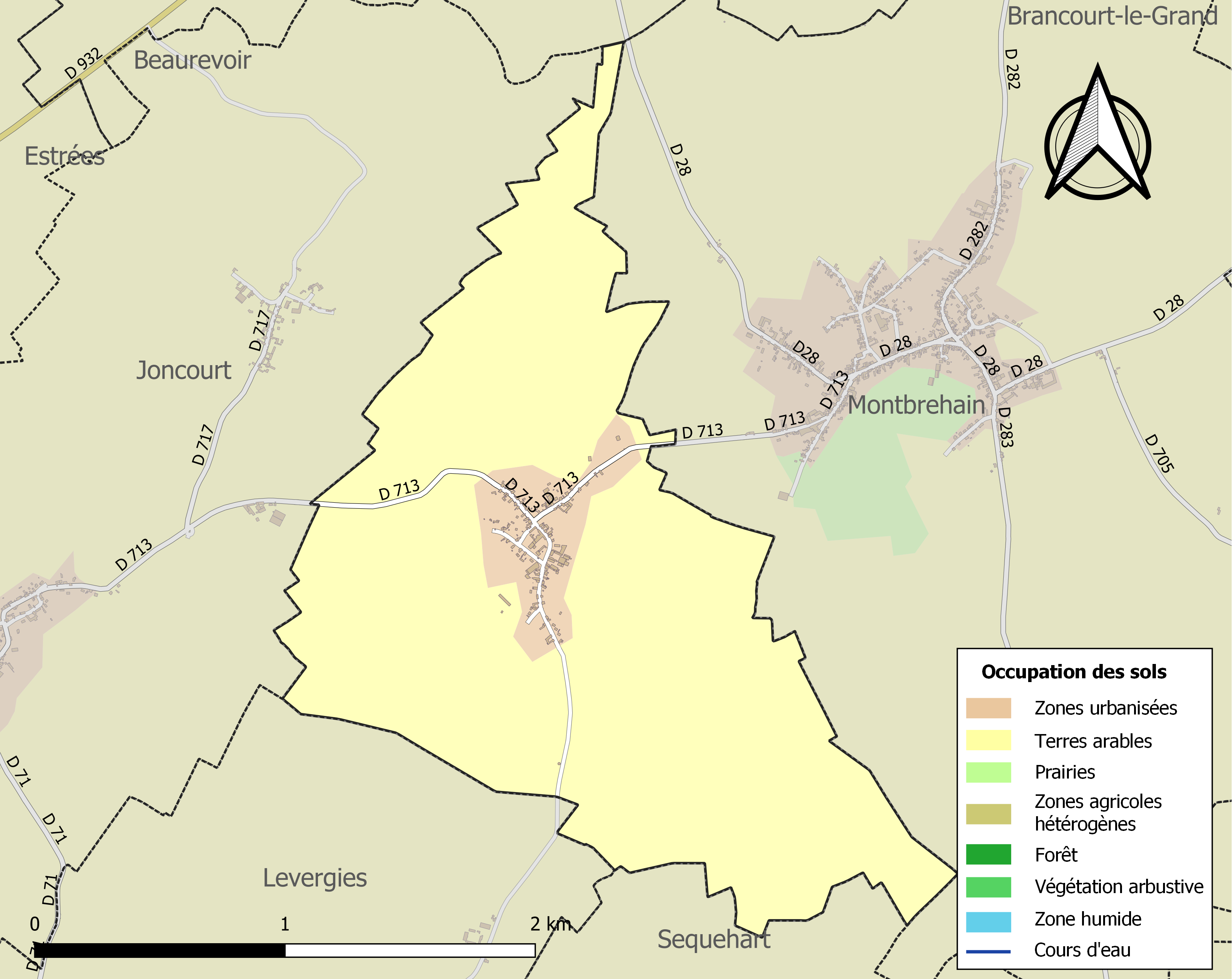
Carte de l'occupation des sols de la commune en 2018 (CLC).

## Toponymie
Ramicourt apparaît pour la première fois en 1146 sous le nom de Ramincort dans un cartulaire de l'abbaye de Longpont, puis Ramincourt, Ramelcort, Ramicort, et l'orthographe actuelle au XVIIIe siècle sur la carte de Cassini.

## Histoire
|  |

 Carte de Cassini 
Sur la carte de Cassini ci-contre datant du XVIIIe siècle, Ramicourt n'est pas une paroisse. En effet, le village, encore aujourd'hui, n'a jamais possédé d'église. Avant la Révolution, le village dépendait de la paroisse de Montbrehain où les habitants devaient se rendre pour les baptêmes, mariages et décès. Ce n'est qu'en 1790 que le village est devenu une commune.

Un moulin à vent en bois était situé au nord-est sur les hauteurs vers Montbrehain.
Première Guerre mondiale
Après la bataille des Frontières du  7 au 24 août 1914, devant les pertes subies, l'État-Major français décide de battre en retraite depuis la Belgique. Dès le 28 août, les Allemands s'emparent du village et poursuivent leur route vers l'ouest. Dès lors commença l'occupation allemande qui dura jusqu'en octobre 1918. Pendant toute cette période, Ramicourt restera loin des combats, le front se situant à une quarantaine de kilomètres à l'ouest vers Péronne. Le village servira de base arrière pour l'armée allemande.

Des arrêtés de la kommandantur obligeaient, à date fixe, sous la responsabilité du maire et du conseil municipal, sous peine de sanctions, la population à fournir : blé, œufs, lait, viande, légumes, destinés à nourrir les soldats du front. Toutes les personnes valides devaient effectuer des travaux agricoles ou d'entretien.
 
En septembre 1918, l'offensive des Alliés sur le front de Péronne porte ses fruits, les Allemands cèdent du terrain peu à peu. Le 2 octobre, venant de Joncourt, les troupes anglaises et australiennes se heurtent à l'armée allemande.
La population a été déportée quelques jours plus tôt pour servir d'otages aux troupes allemandes durant leur retraite. Au cours de ces combats, les bombardements ont provoqué de nombreuses destructions.

Après l'Armistice, peu à peu, les habitants évacués sont revenus, mais la population de 303 habitants  en 1911 ne sera plus que de 196 en 1921.

Vu les souffrances endurées par la population pendant les quatre années d'occupation et les dégâts aux constructions, la commune s'est vu décerner la Croix de guerre 1914-1918 le 17 octobre 1920.
Les soldats australiens et britanniques tués lors de cette bataille reposent dans le cimetière militaire situé route de Levergies.
Sur le monument aux morts sont inscrits les noms des dix Ramicourtois morts pour la France et de neuf civils.

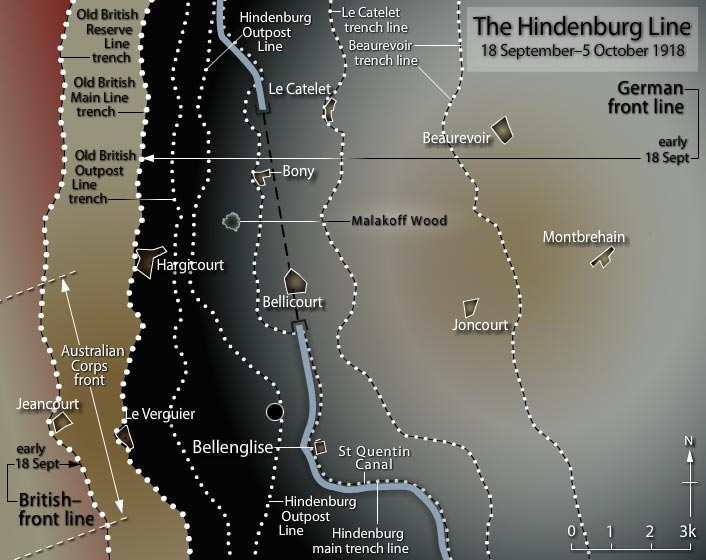
Progression des alliés du 18 septembre au 5 octobre 1918.
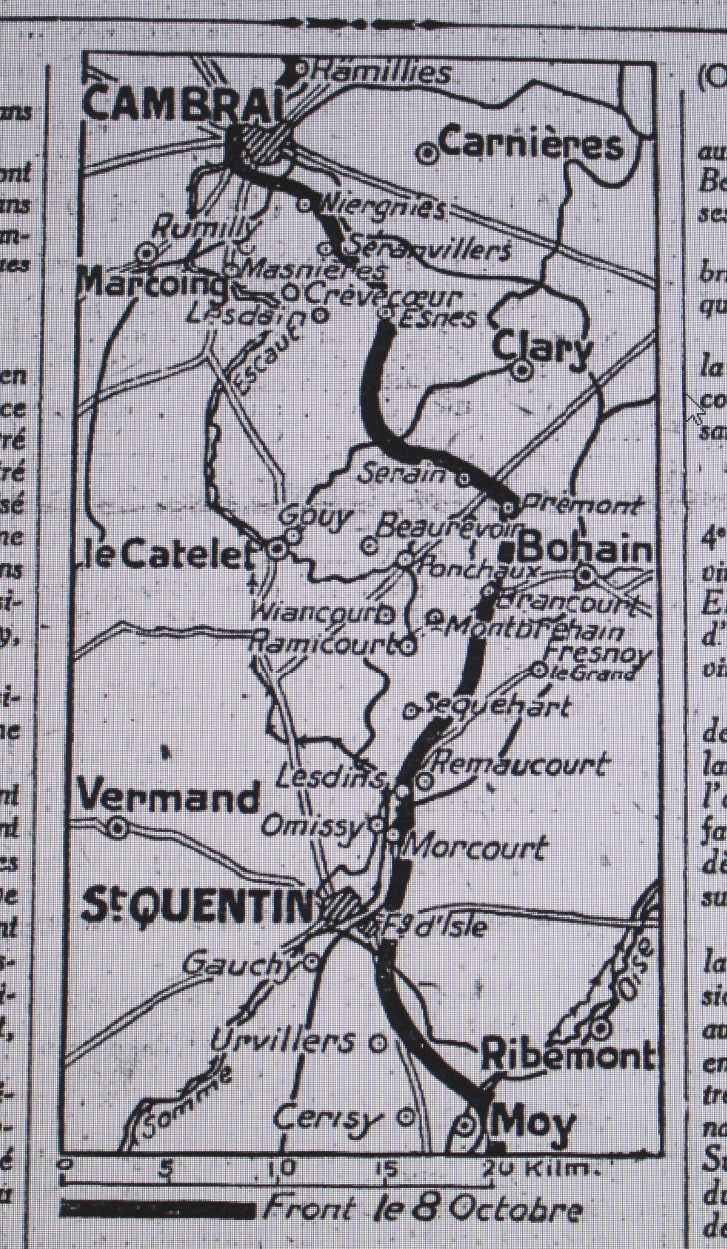
Carte du front le 8 octobre 1918.
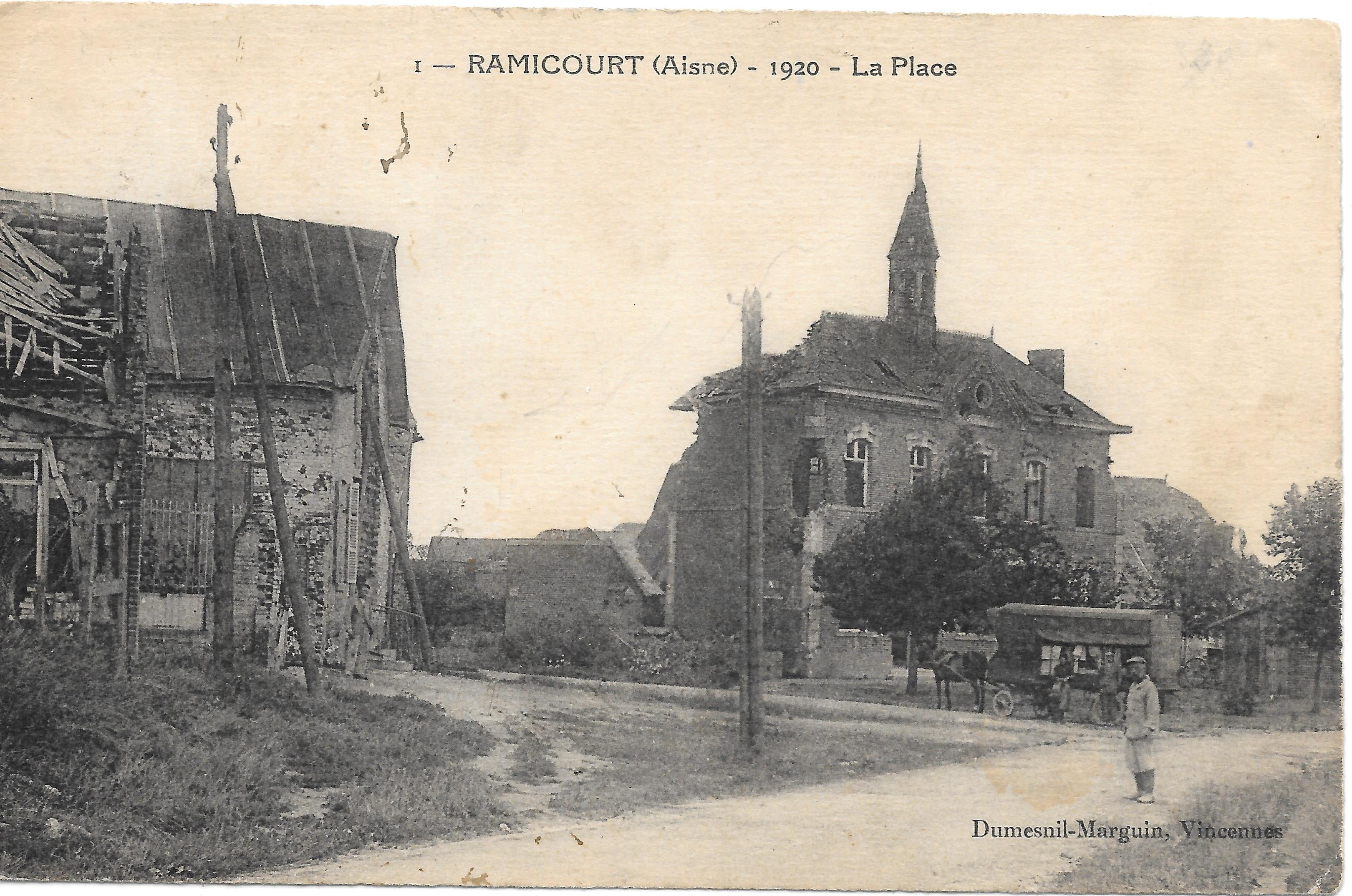
La place de la Mairie en 1920.
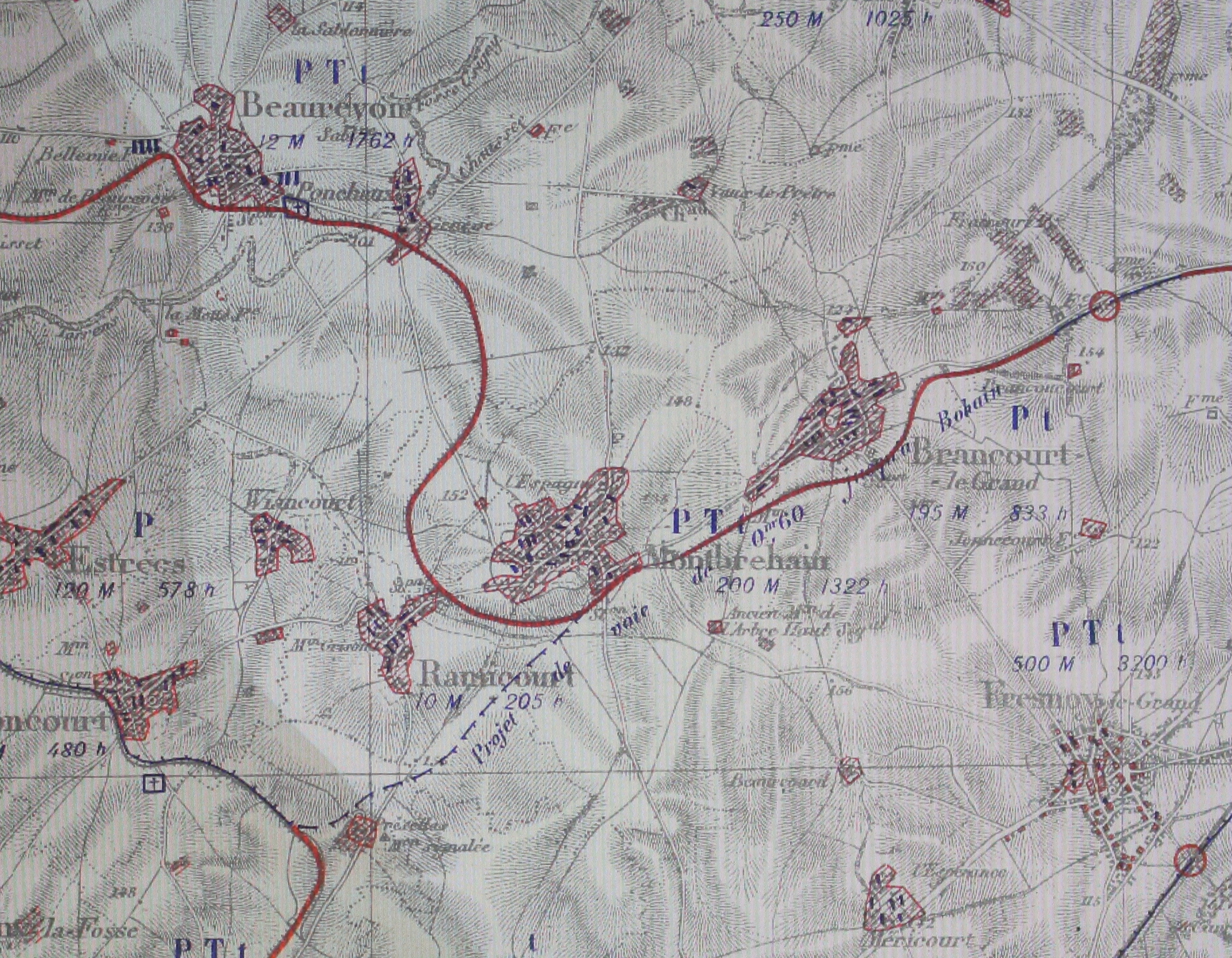
Carte montrant les destructions subies par Ramicourt.

 L'ancienne voie ferrée 
De 1900 à 1950, Ramicourt a possédé une gare située un peu à l'écart du village, sur la route de Montbrehain. Elle faisait de la ligne de chemin de fer de Guise au Catelet, ligne à voie métrique réalisée sous le régime des « voies ferrées d'intérêt local » reliant  Le Catelet-Gouy à Bohain puis Guise. Elle servait pour le transport du courrier, des marchandises, des betteraves et surtout des habitants et des ouvriers qui se rendaient soit à Bohain, pour travailler dans les usines textiles. À Bohain, les voyageurs pouvaient utiliser la ligne à grande vitesse Paris - Erquelinnes. Elle se trouve à environ 7 km de Bohain et 3 km de Beaurevoir.

Cette gare a été démolie dans les années 1970 ; à son emplacement s'élève aujourd'hui un silo à grains.
Après 1945, le trafic décline, du fait de l'essor du transport des marchandises par camion et des voyageurs par autobus. Le département de l'Aisne, propriétaire de la ligne, décide de son déclassement le 1er janvier 1951. 

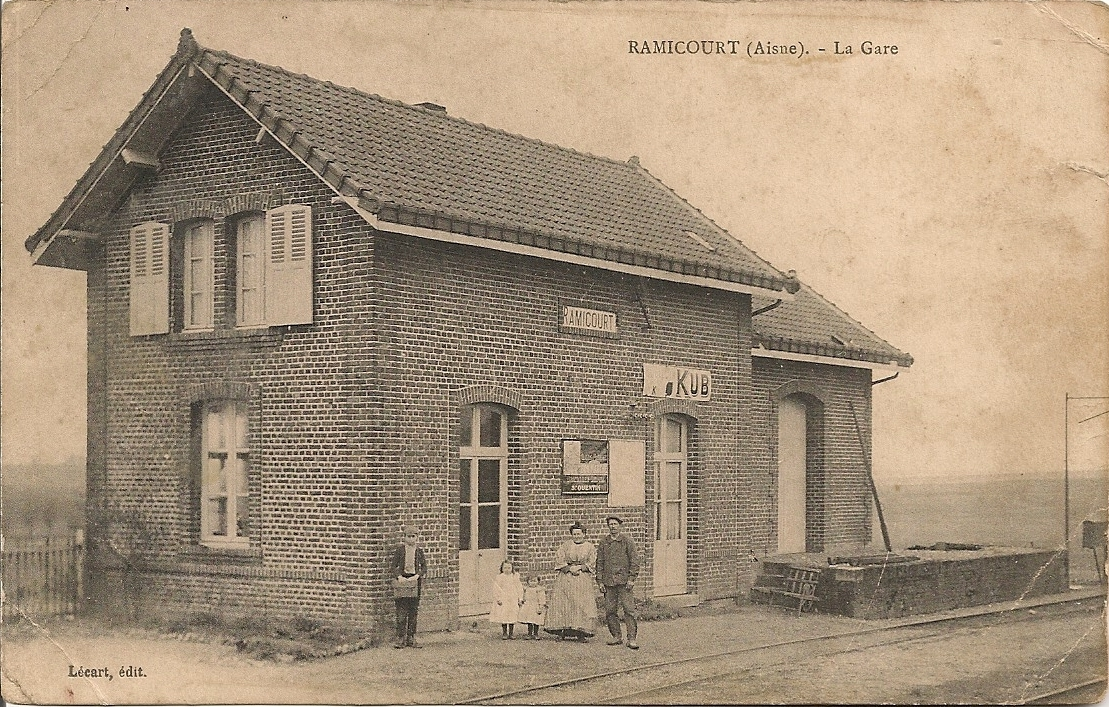
La gare vers 1910 (carte postale).
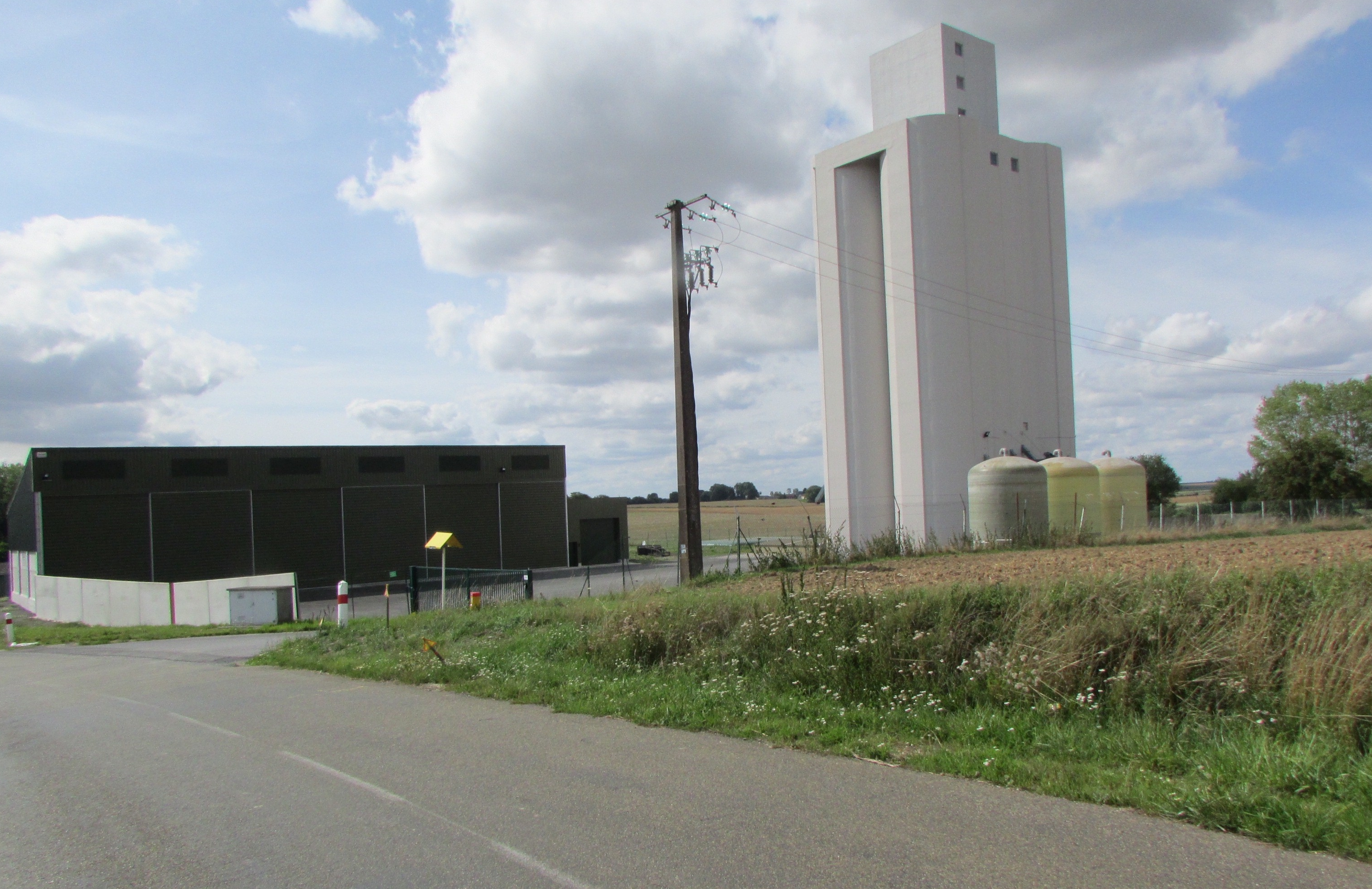
Silo à grains à l'emplacement de l'ancienne gare.
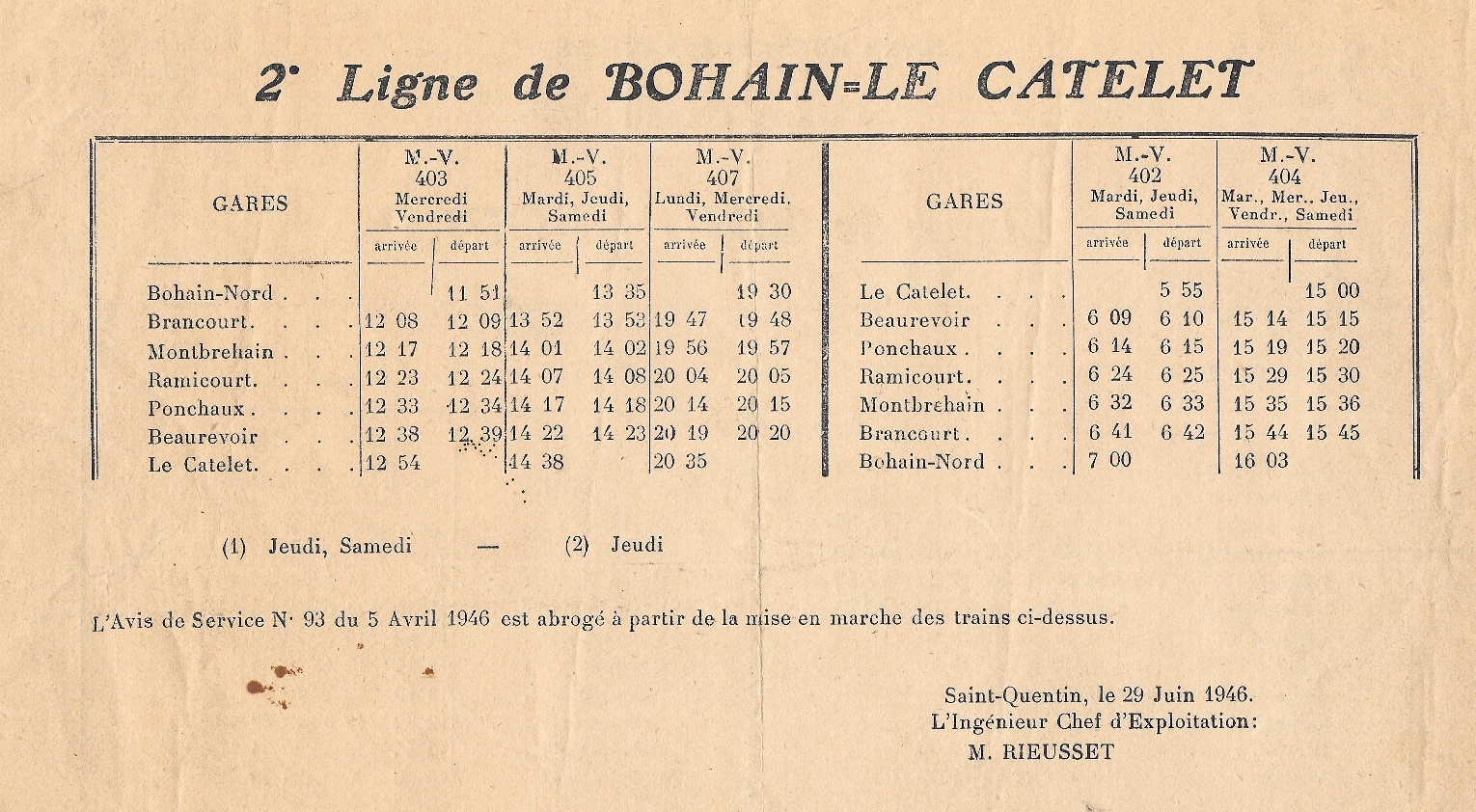
Horaire des trains en 1946.
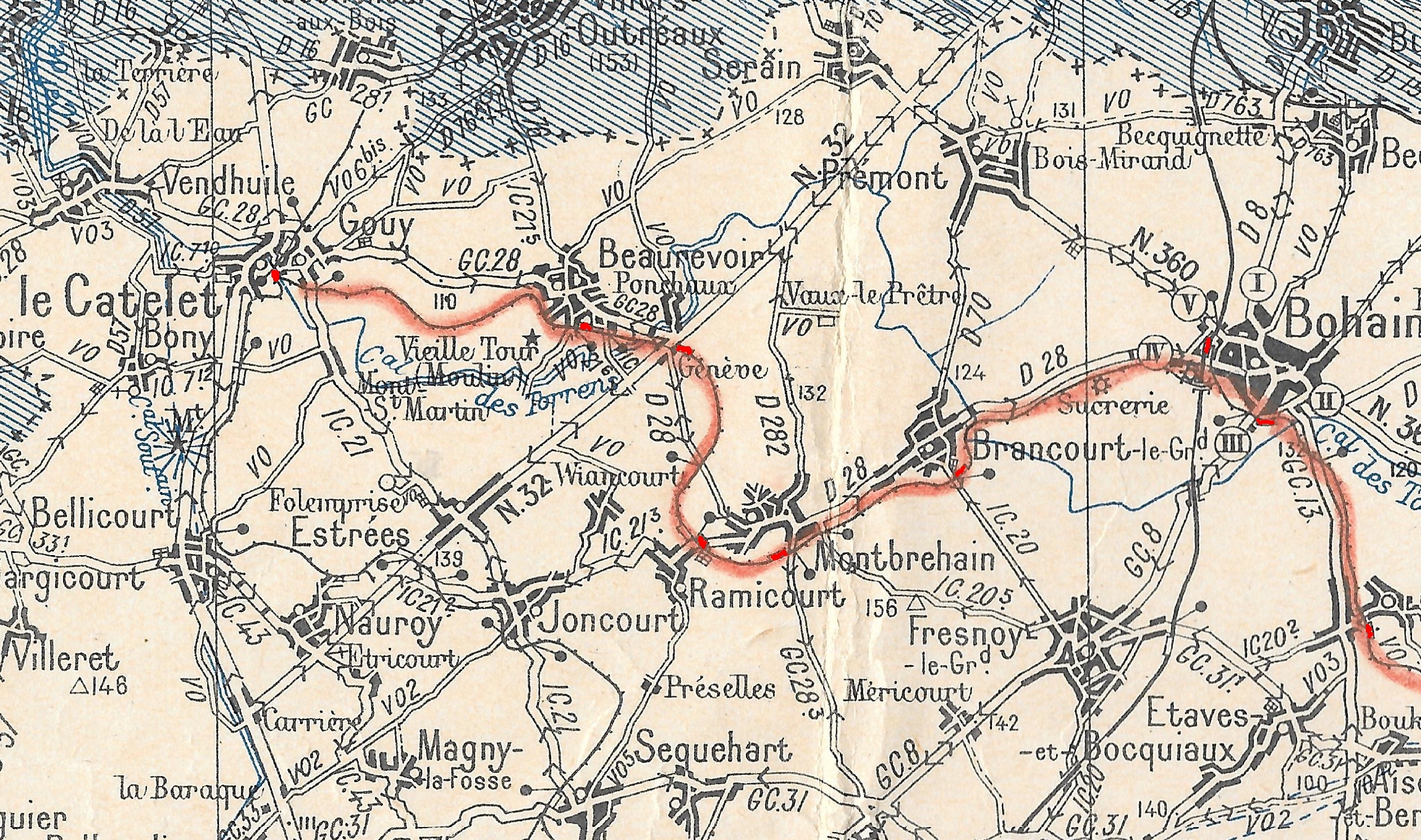
Carte de la ligne Le Catelet – Bohain (les gares sont en rouge).

## Politique et administration

### Découpage territorial
La commune de Ramicourt est membre de la communauté de communes du Pays du Vermandois, un établissement public de coopération intercommunale (EPCI) à fiscalité propre créé le 31 décembre 1993 dont le siège est à Bellicourt. Ce dernier est par ailleurs membre d'autres groupements intercommunaux.
Sur le plan administratif, elle est rattachée à l'arrondissement de Saint-Quentin, au département de l'Aisne et à la région Hauts-de-France. Sur le plan électoral, elle dépend du  canton de Bohain-en-Vermandois pour l'élection des conseillers départementaux, depuis le redécoupage cantonal de 2014 entré en vigueur en 2015, et de la troisième circonscription de l'Aisne  pour les élections législatives, depuis le dernier découpage électoral de 2010.

### Administration municipale
| Période                                  | Période                       | Identité            | Étiquette | Qualité                                    |
| ---------------------------------------- | ----------------------------- | ------------------- | --------- | ------------------------------------------ |
| Les données manquantes sont à compléter. |                               |                     |           |                                            |
|                                          | 1877                          | Simon               |           |                                            |
| 1879                                     |                               | Lenglet             |           |                                            |
| Les données manquantes sont à compléter. |                               |                     |           |                                            |
| mars 2001                                | mars 2008                     | Marie-Jeanne Milhem |           |                                            |
| mars 2008                                | mai 2020                      | Jean-Pierre Laude   | DVD       | Agriculteur Réélu pour le mandat 2014-2020 |
| mai 2020                                 | En cours (au 13 juillet 2020) | Jean-Luc Milhem     |           |                                            |

## Démographie
L'évolution du nombre d'habitants est connue à travers les recensements de la population effectués dans la commune depuis 1793. Pour les communes de moins de 10 000 habitants, une enquête de recensement portant sur toute la population est réalisée tous les cinq ans, les populations de référence des années intermédiaires étant quant à elles estimées par interpolation ou extrapolation. Pour la commune, le premier recensement exhaustif entrant dans le cadre du nouveau dispositif a été réalisé en 2006.

En 2022, la commune comptait 147 habitants, en évolution de −3,29 % par rapport à 2016 (Aisne : −1,97 %, France hors Mayotte : +2,11 %).
| 1793 | 1800 | 1806 | 1821 | 1831 | 1836 | 1841 | 1846 | 1851 |
| ---- | ---- | ---- | ---- | ---- | ---- | ---- | ---- | ---- |
| 359  | 320  | 304  | 357  | 360  | 413  | 379  | 440  | 464  |

| 1856 | 1861 | 1866 | 1872 | 1876 | 1881 | 1886 | 1891 | 1896 |
| ---- | ---- | ---- | ---- | ---- | ---- | ---- | ---- | ---- |
| 466  | 463  | 455  | 412  | 412  | 373  | 371  | 346  | 319  |

| 1901 | 1906 | 1911 | 1921 | 1926 | 1931 | 1936 | 1946 | 1954 |
| ---- | ---- | ---- | ---- | ---- | ---- | ---- | ---- | ---- |
| 322  | 321  | 303  | 196  | 203  | 204  | 202  | 177  | 219  |

| 1962 | 1968 | 1975 | 1982 | 1990 | 1999 | 2006 | 2011 | 2016 |
| ---- | ---- | ---- | ---- | ---- | ---- | ---- | ---- | ---- |
| 227  | 205  | 176  | 184  | 169  | 178  | 175  | 169  | 152  |

| 2021 | 2022 | - | - | - | - | - | - | - |
| ---- | ---- | - | - | - | - | - | - | - |
| 147  | 147  | - | - | - | - | - | - | - |

## Lieux et monuments

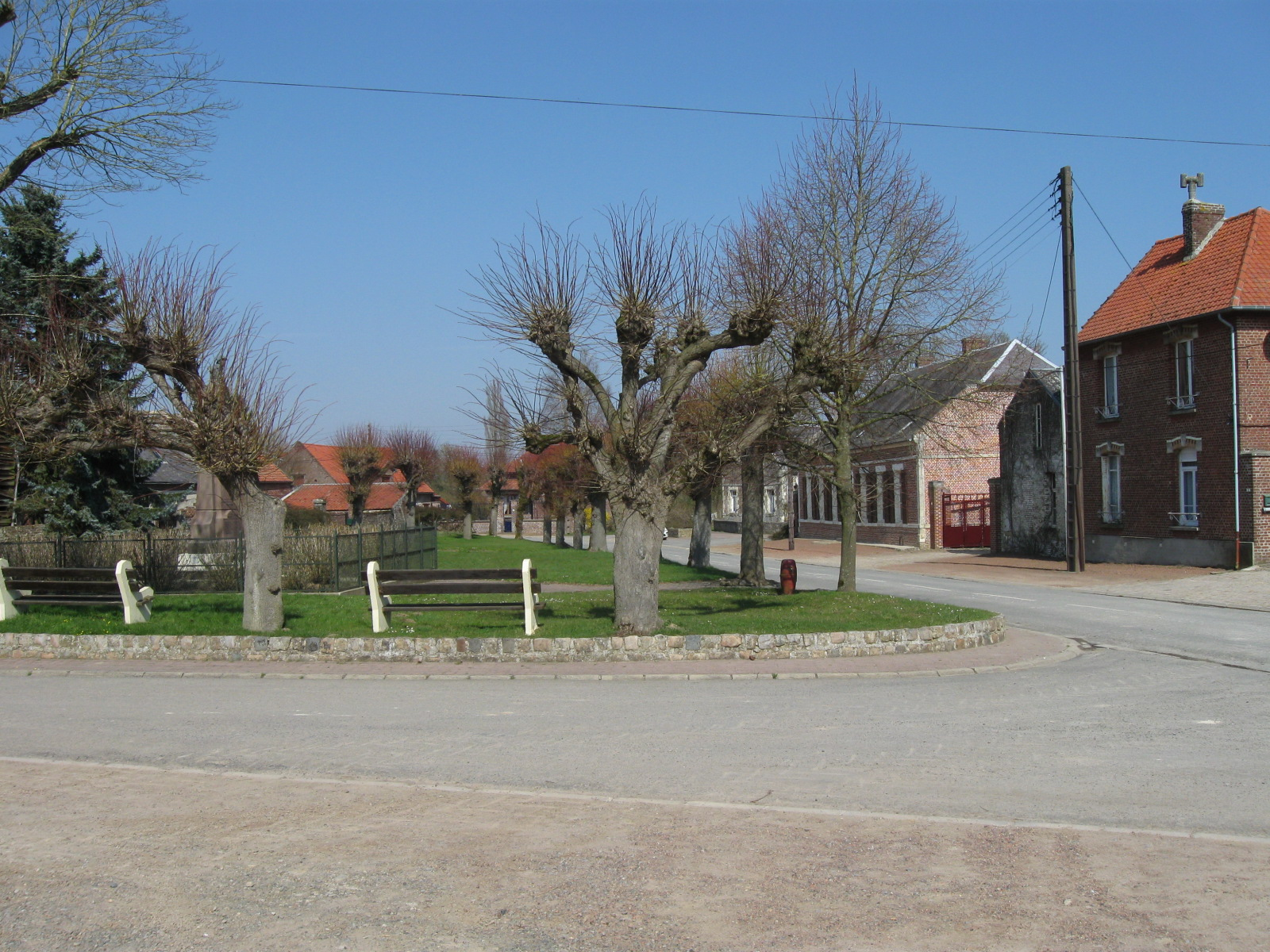
Ramicourt : la place de la Mairie.

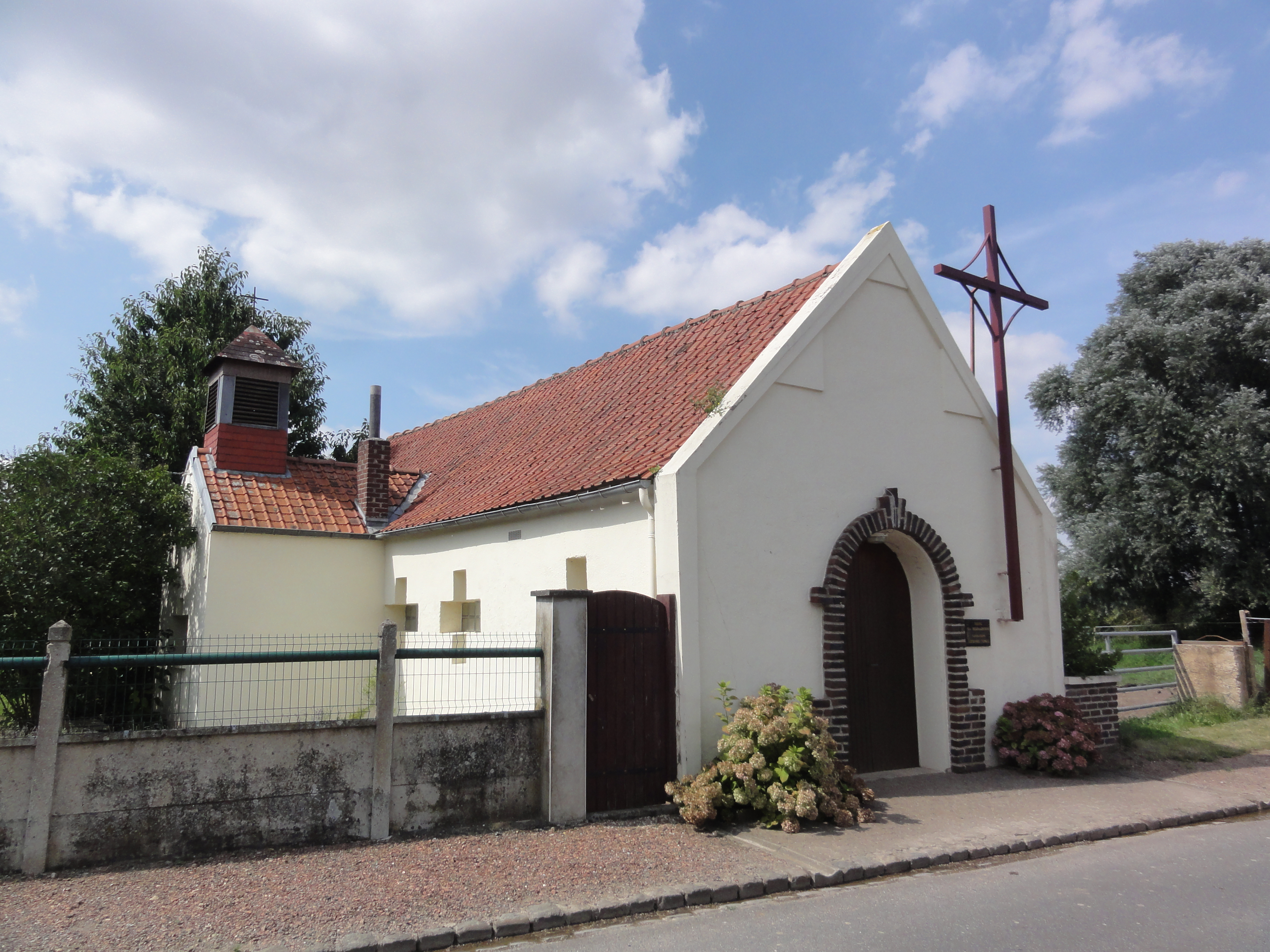
Église Sainte-Bernadette.
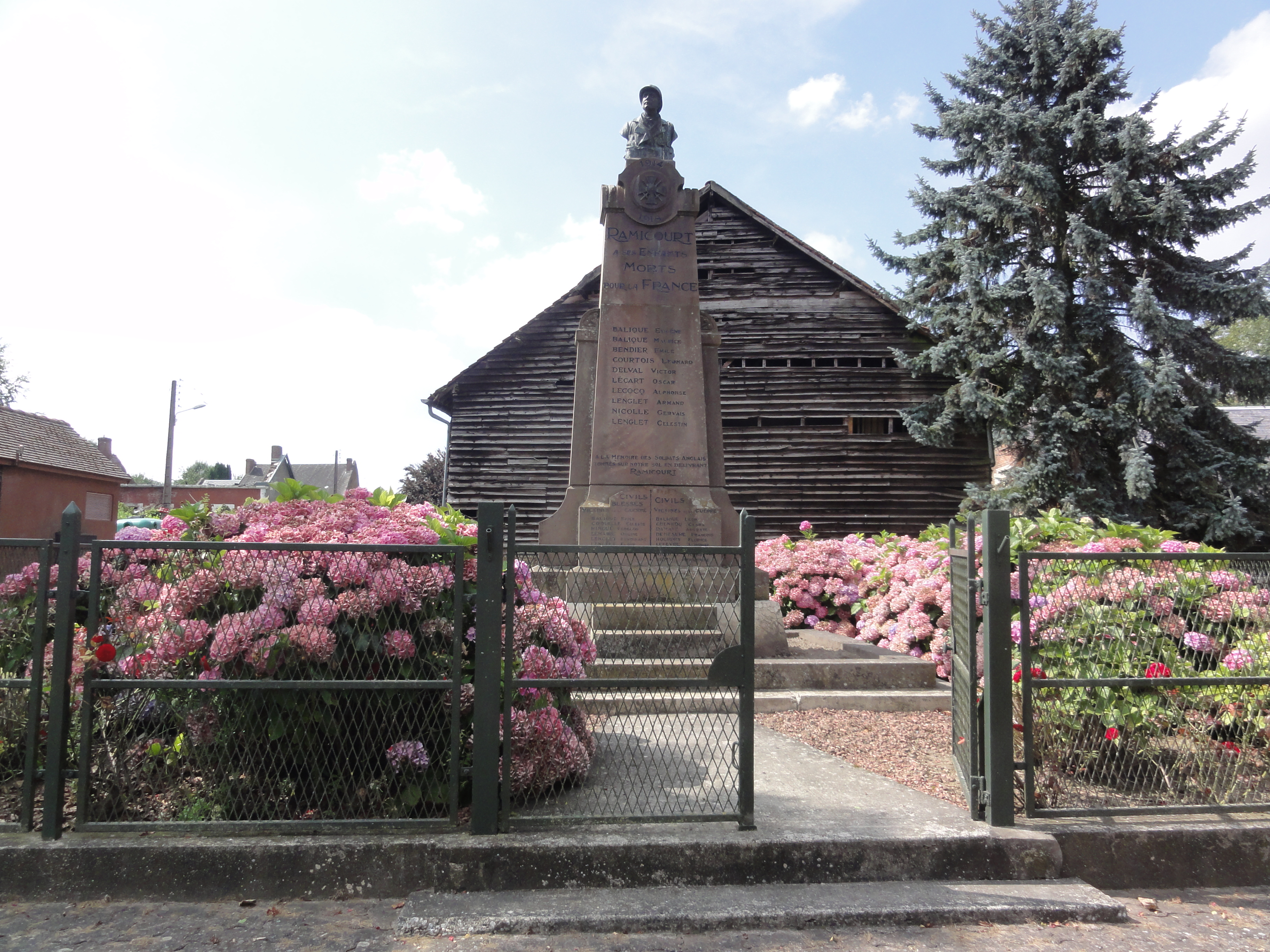
Monument aux morts.
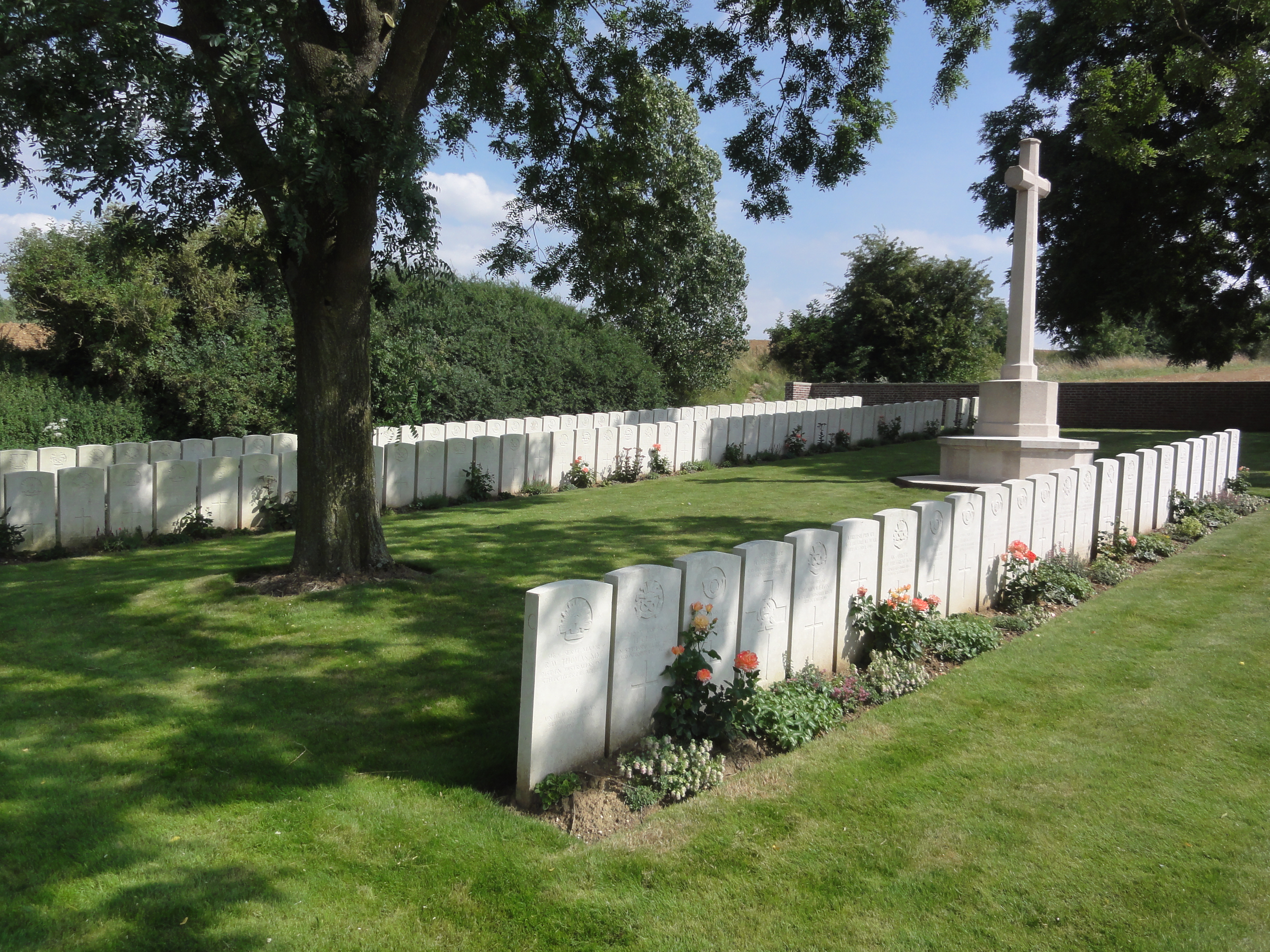
Calvaire.
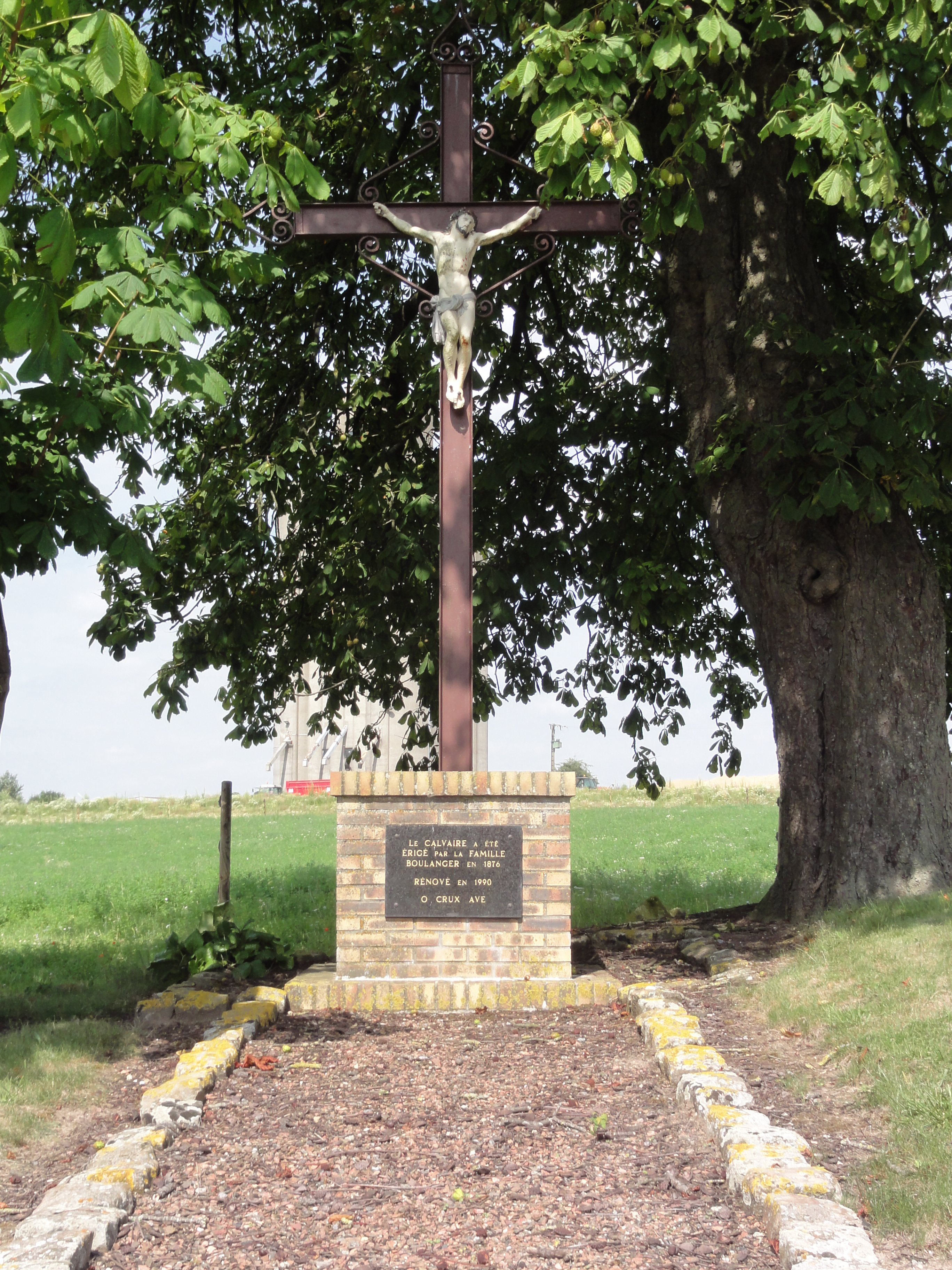
La place de la Mairie.

- Église Sainte-Bernadette.
- Monument aux morts.
- Ramicourt British Cemetery.
- Calvaire.